# Al-Jazini
Abu al-Fath Abd al-Rahman Mansour al-Khāzini o Abu al-Fath Jāzini (en árabe: أبو الفتح الخازني‎, en persa: ابولفتح خازنی‎) (época de actividad: 1115-1130) fue un astrónomo y escritor musulmán de etnia greco bizantina de Merv, en la provincia de Jorasán, (hoy localizada en Turkmenistán). Fue conocido por sus logros literarios y científicos.

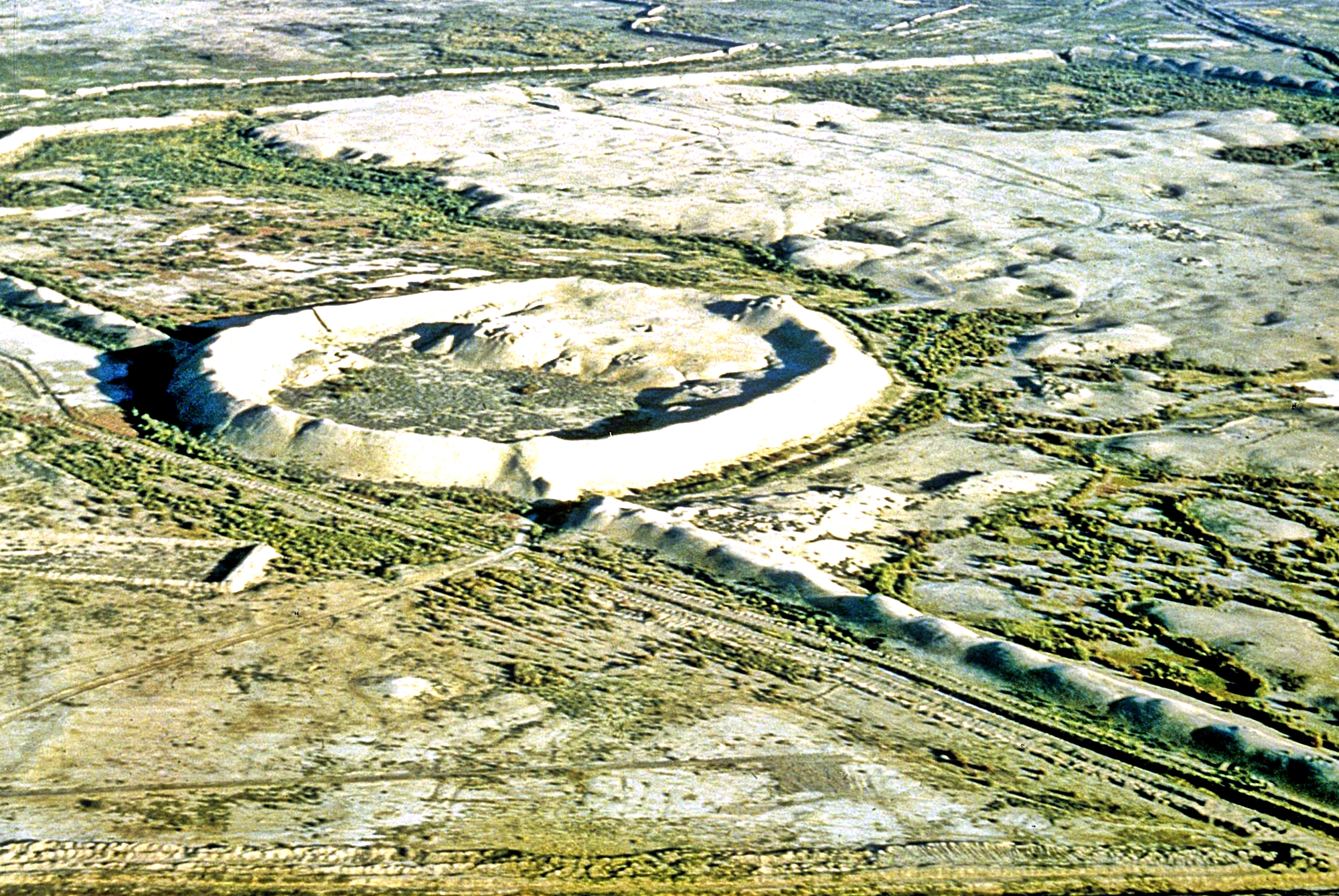
Ruinas de Merv.

## Biografía
Al-Jazini fue un esclavo en Merv. Fue alumno de Omar Jayam. Obtuvo su nombre de su maestro al-Khazin. Su maestro fue el responsable de su educación en matemáticas y filosofía. Al-Jazini fue un hombre humilde. Rechazó miles de dinares por sus trabajos, alegando que no necesitaba mucho para mantenerse porque en su casa sólo habitaban su gato y él. Al-Jazini fue conocido por sus originales observaciones. Su trabajo fue utilizado y muy bien conocido en el mundo islámico, pero muy pocos sitios del resto del mundo conocieron su trabajo.

## Logros
Al Jazini parece haber sido un alto funcionario del gobierno bajo Sanjar Ibn Malikxah y el sultán del Imperio selyúcida. Escribió la mayor parte de su obra en Merv, que es conocida por sus bibliotecas. Sus obras más conocidas son: "El libro de la balanza de la sabiduría", "Tratado de la sabiduría astronómica" y "Las Tablas astronómicas para Sanjar" .
"El libro de la balanza de la sabiduría" es una enciclopedia de hidrostática y mecánica medievales compuesta de ocho libros en cincuenta capítulos. Es un estudio de la balanza hidrostática, de temas de estática e hidrostática, y de otros temas diversos. Han sobrevivido cuatro manuscritos diferentes de "El libro de la balanza de la sabiduría" .
La balanza de al-Jazini construida para la tesorería de Sanjar fue elaborada después de la balanza de al-Asfizari, que era de una generación más antigua que al-Jazini. El tesorero de Sanjar destruyó la de al-Asfizari por temor; y este se colmó de tristeza cuándo oyó la noticia. Al-Jazini llamó a su balanza "balanza combinada", para mostrar su honor hacia Al-Asfizari.
La finalidad de elaborar esta balanza era ayudar al tesoro a ver que metales eran preciosos, y que gemas eran reales o falsas. En "El libro de la balanza de sabiduría" al-Jazini señala muchos ejemplos diferentes del Corán de forma que su balanza concuerde con la religión Cuándo al-Jazini explica las ventajas de su balanza, dice que "realiza las funciones de los artesanos especializados", y sus beneficios son la precisión teórica y práctica.
El "Tratado de la sabiduría astronómica" es una obra relativamente corta. Tiene siete partes y cada parte se refiere a un instrumento científico diferente  Los siete instrumentos incluyen: un triquetrum, una dioptra, un "instrumento triangular, un cuadrante, dispositivos que implican la reflexión, un astrolabio y sencillos consejos para ver las cosas con el ojo desnudo. El tratado describe cada instrumento y sus usos.
"Las Tablas astronómicas para Sanjar" se dice que fueron compuestas para el sultan de Sanjar, el gobernante de Merv, y la balanza fue hecha para el tesorero de Sanjar. En las tablas astronómicas se indican fiestas, ayunos, etc. Las tablas muestran las latitudes y longitudes de cuarenta y tres estrellas diferentes, junto con sus magnitudes y aspectos (astrológicos). Se dice que las observaciones de al-Jazini para este trabajo fueron probablemente hechos en Merv, en varios observatorios, con instrumentos de alta calidad.